# Agallas
Agallas – gmina w Hiszpanii, w prowincji Salamanka, w Kastylii i León, o powierzchni 44,61 km². W 2011 roku gmina liczyła 152 mieszkańców.